# Карма-йоґа

## Карма-йога з релігійної точки зору
Ка́рма-йо́га (санскр. कर्म योग «йога діяльності») відома також як бу́ддхі-йога — один з чотирьох основних видів йоги в філософії індуїзму.
Карма-йога базується на вченні «Бхагавад-гіти» — священого індуїського писання на санскриті. Основний зміст її у виконанні обов'язків (дхарми) без прив'язування до наслідків праці.
В результаті такої діяльності стає можливим набуття мокші (звільнення) або любові до Бога (бхакті). Виконання обов'язків без егоїстичних мотивів з єдиною метою задоволення Всевишнього.

## Карма-йога
Цей термін не використовується в Йога-сутрі Патанджалі, зустрічаються уже в Махабхараті та упанішадах йоги. Для європейців розділення йоги на хатха, раджа, карма, джнана йогу стало відомо завдяки Вівекананді. Термін карма-йога, часто не коректно асоціюють з релігійними віруваннями.
Карма-йога — суть і механізм її дії, полягає у тому, що людина може розвиватися через соціальну активність, розширюючи діапазон своїх можливостей, напрацьовуючи нові навички й уміння, кристалізуючи внутрішнього спостерігача, здобуваючи незалежність від врітті, та розширюючи свідомості.
Не будь-яка суспільно корисна діяльність веде до розвитку, а лише та, яка пов'язана з граничним напруженням особистих сил, спробою зробити більше, ніж ти міг досі. Діяльність на «кордоні своєї компетентності».
Карма-йога — це не просто готовність слідувати своїй дгармі, а ще й сукупність зусиль з напрацювання навичок і станів, необхідних для цього.